# Rue Mondétour
La rue Mondétour est une petite voie piétonne du 1er arrondissement de la ville de Paris.

## Situation et accès
La rue Mondétour est située dans le 1er arrondissement, quartier des Halles, commence au no 102, rue Rambuteau et finit au no 19, rue du Cygne et no 10, rue de Turbigo. Elle permet de rejoindre le quartier des Halles par la rue de Turbigo. Elle permet aussi de donner un accès piéton, via les Halles, au souterrain forum Est.
La principale activité de la rue est d’ordre textile, mais elle abrite également l’un des plus célèbres bars à chicha de Paris.

## Origine du nom
Cette rue doit peut-être son nom aux seigneurs de Mondétour, et en particulier à Claude Foucault, seigneur de Mondétour qui était échevin de la ville de Paris en 1525, sous la prévôté de maitre Jean Morin,.
D'autres historiens supposent que le nom de cette voie est une altération de « rue Maudestour » ou « Mauvais Détour ».

## Historique
Cette voie très ancienne, était nommée au XIe siècle « rue Mondetor » et « rue Maldestor ». Jaillot rapporte que, dans un acte de 1205, il est dit que Burchard d'Orsay délaisse à l'évêque de Paris les dîmes d'Orsay et de Mondétour. La partie de rue qui était comprise entre la rue des Prêcheurs et la rue du Cygne était complètement bâtie en 1250.
Au début du XIVe siècle, elle est connue sous les noms de « rue Maudestour » et « rue Maudetour » ; au XVe siècle, « rue Maudestour » ; au XVIIIe siècle, « rue Maudetour » et au XIXe siècle, « rue Mondétour ».
Sauval dit que la partie  qui s'étendait de la rue de la Grande-Truanderie à la rue du Cygne se nommait en 1422 « rue », ou « ruelle Jean-Gilles ».
La rue Mondétour formait l'une des limites du fief de Joigny.
Au début du XIXe siècle, la rue Mondétour était longue de 193 mètres et commençait alors nos 30-32, rue des Prêcheurs et finissait nos 25-28, rue du Cygne.
Elle fut prolongée de la rue du Cygne à la rue Mauconseil (tronçon absorbé par la rue Etienne-Marcel percée en 1858) sur le domaine de l'ancien hôpital Saint-Jacques aux pèlerins à la suite de sa vente en 1811 par l'administration des Hospices de Paris qui en était propriétaire. Ce tronçon disparut lui même, absorbé par la rue de Turbigo percée en 1854 et les immeubles construits entre cette rue et la  rue Étienne-Marcel ouverte à la même époque.

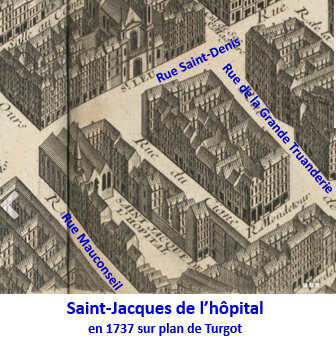
L'hôpital St-Jacques aux pèlerins sur plan de Turgot de 1737
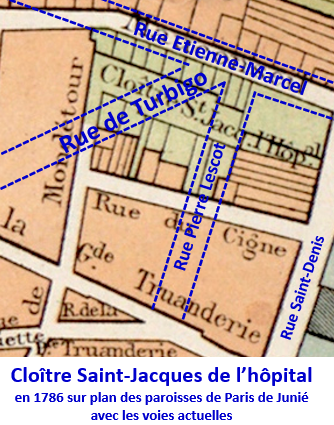
Hôpital St-Jacques sur plan Junié de 1786 avec les voies actuelles
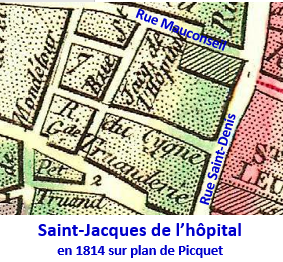
sur plan Picquet de 1814, la rue est prolongée de la rue du Cygne à la rue Mauconseil

Elle était située dans les anciens 4e et 5e arrondissement de Paris. Les numéros impairs de 1 à 17 et les numéros pairs de 2 à 6 étaient situés dans l'ancien 4e arrondissement dans le quartier des Marchés et les numéros impairs de 19 à 33 et les numéros pairs de 8 à 26 étaient situés dans l'ancien 5e arrondissement dans le quartier Montorgueil pour les numéros pairs
,.

Les numéros de la rue étaient noirs. Le dernier numéro impair était le no 33 et le dernier numéro pair était le no 26.

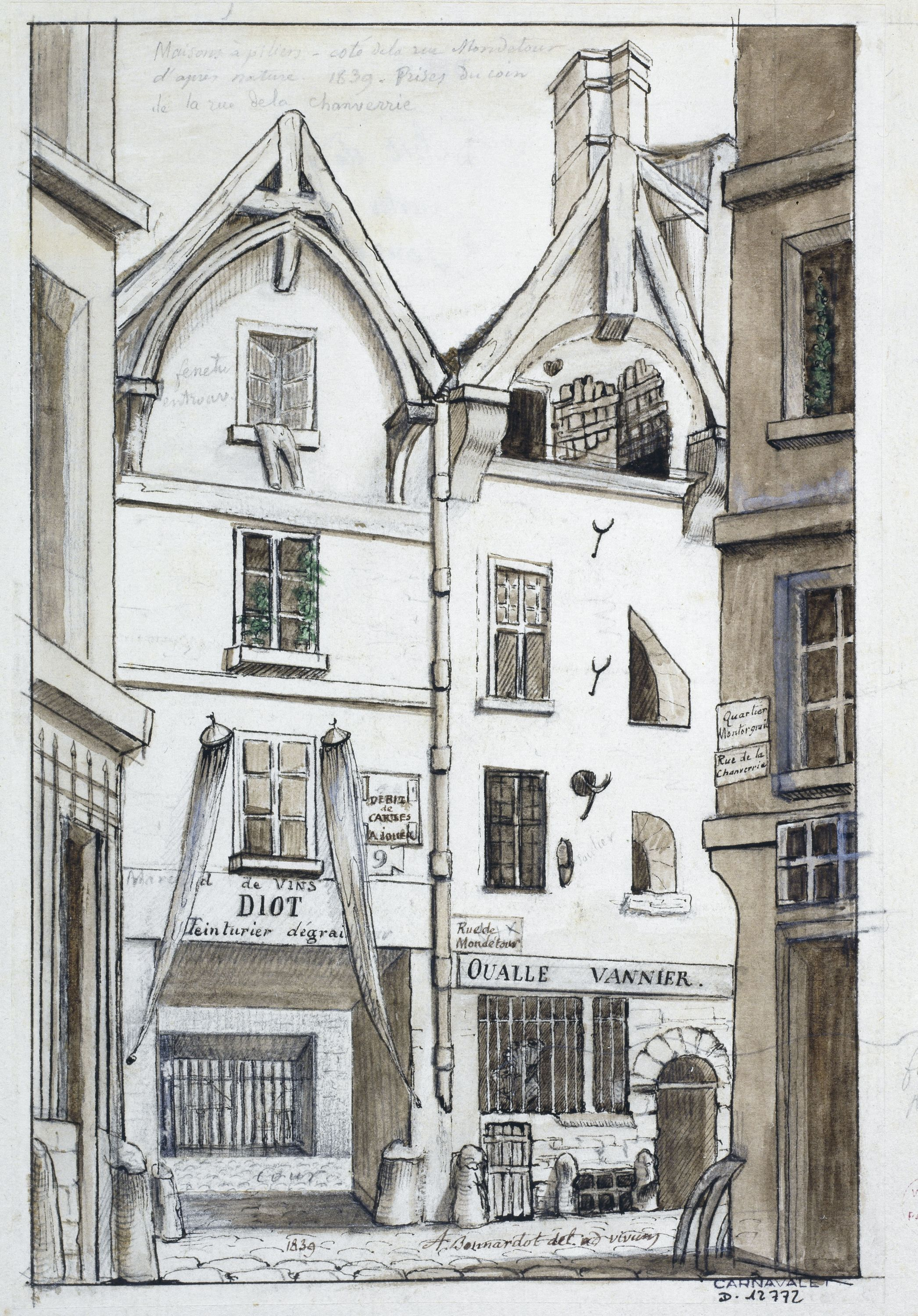
Deux maisons de la rue Mondétour en 1839 (dessin d'Alfred Bonnardot).
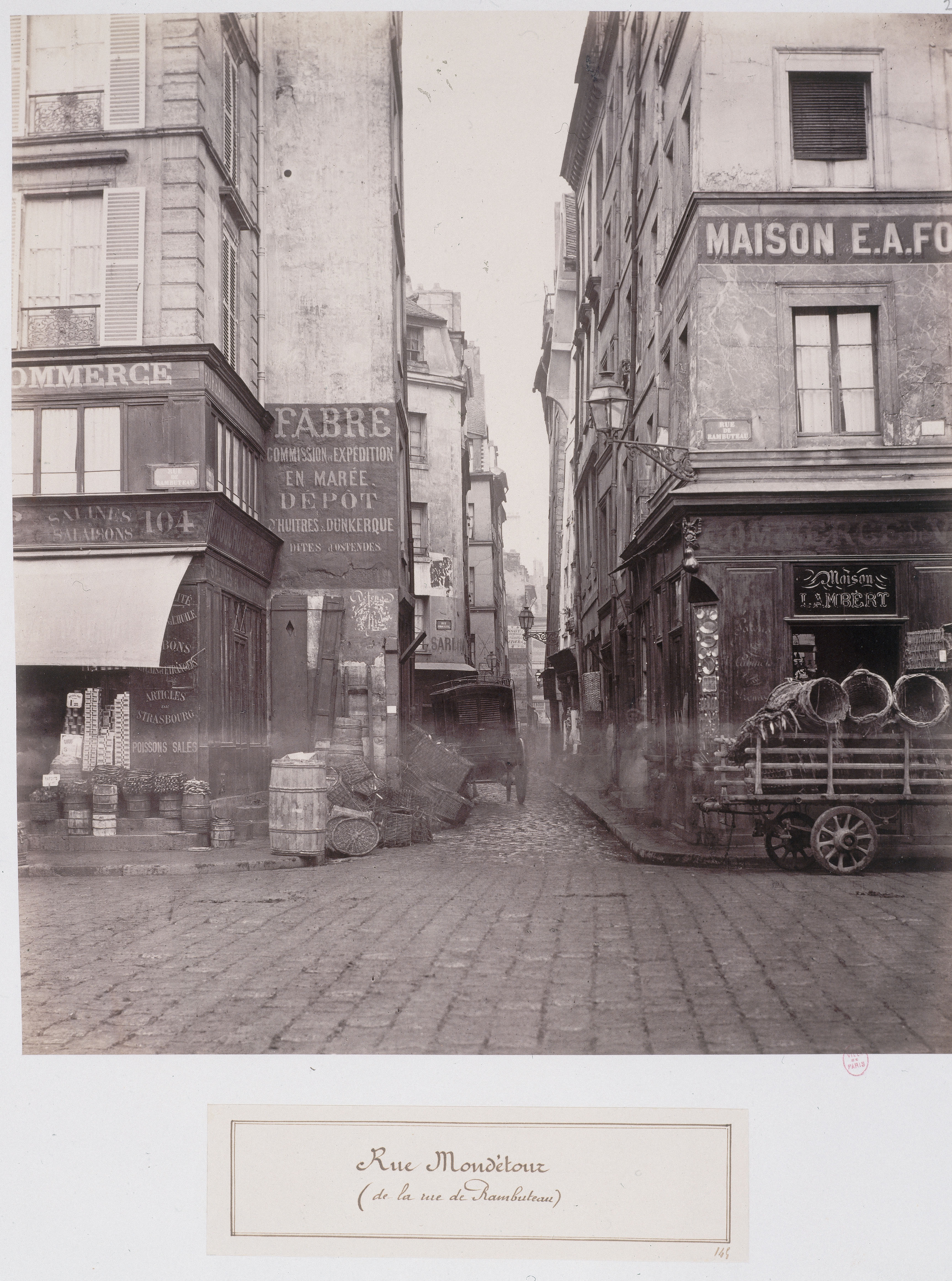
La rue vue depuis la rue Rambuteau vers 1865 (photographie de Charles Marville).
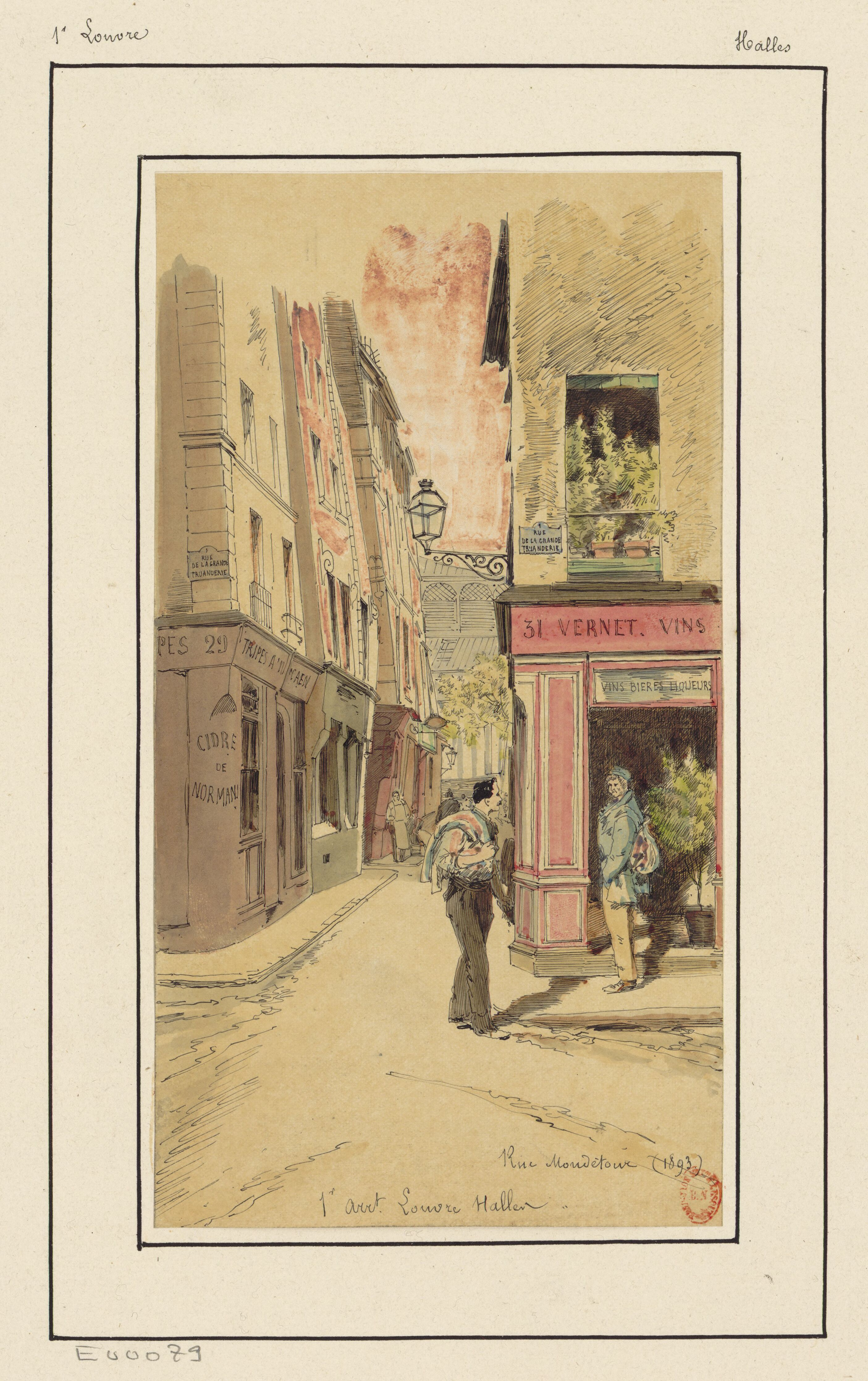
La rue en 1893 (dessin de Jules-Adolphe Chauvet).
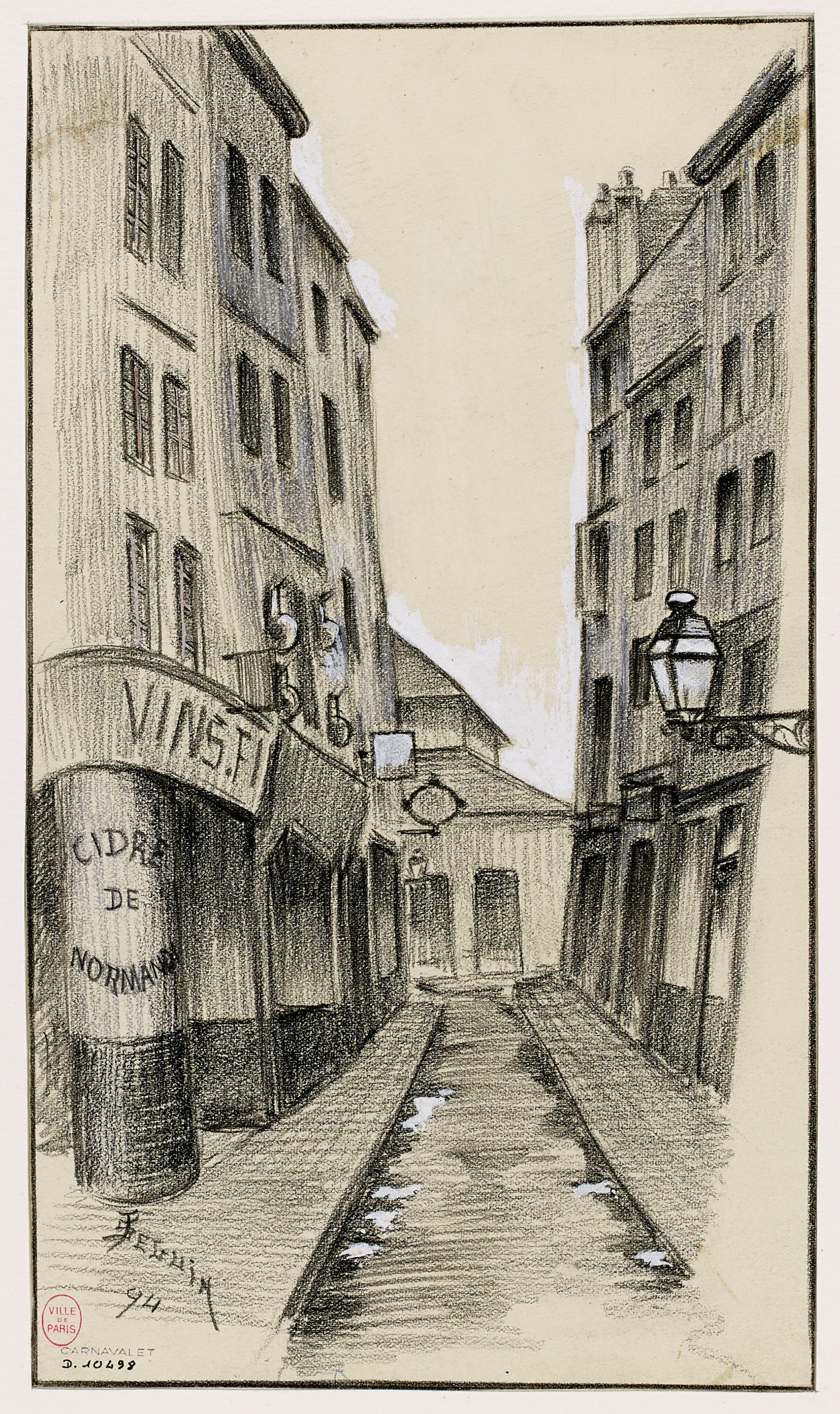
La rue en 1894 (dessin de F. Séguin).
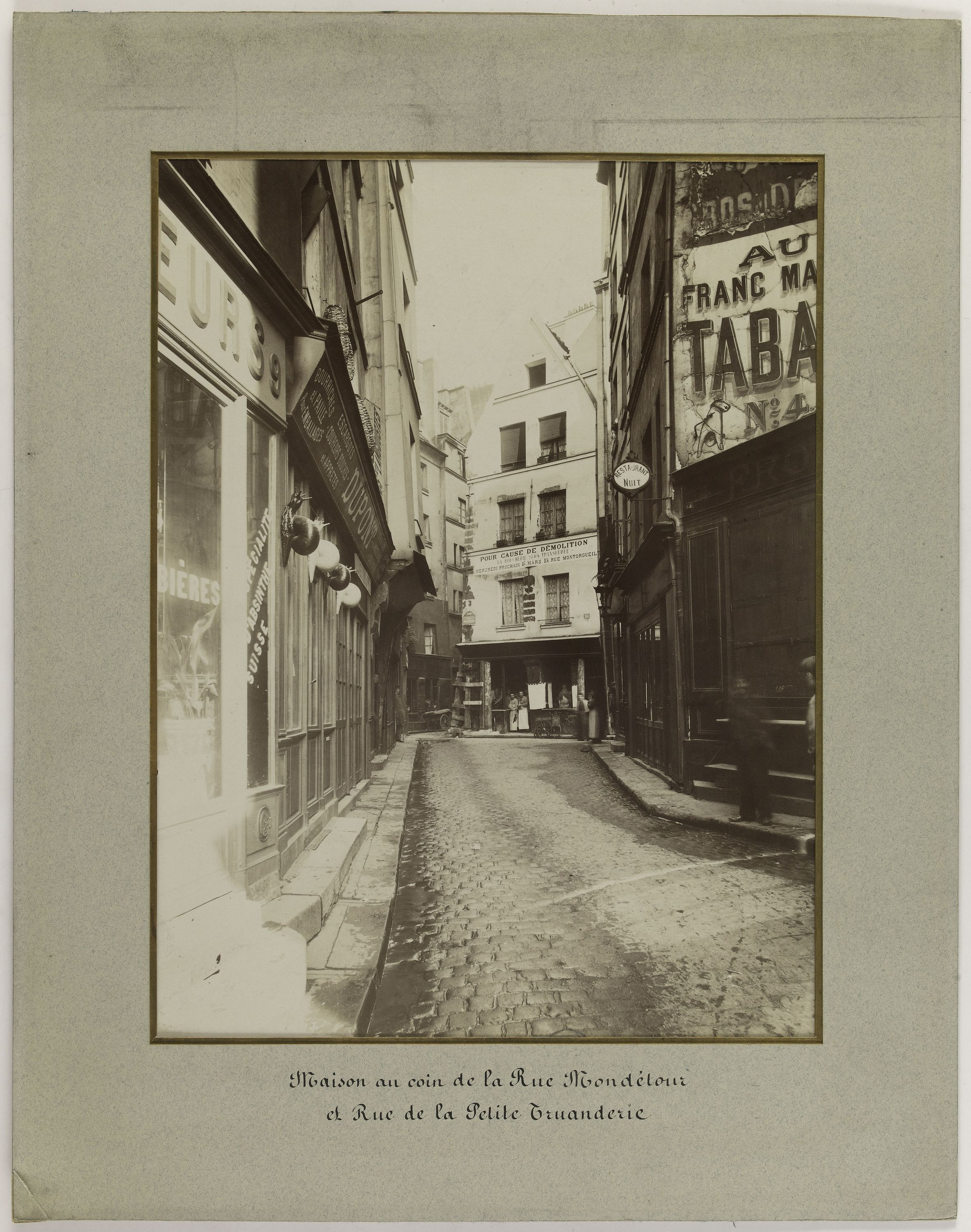
Façade de maison à l'intersection des rues Mondétour et de la Petite-Truanderie (photographie de Jean Barry, 1899).
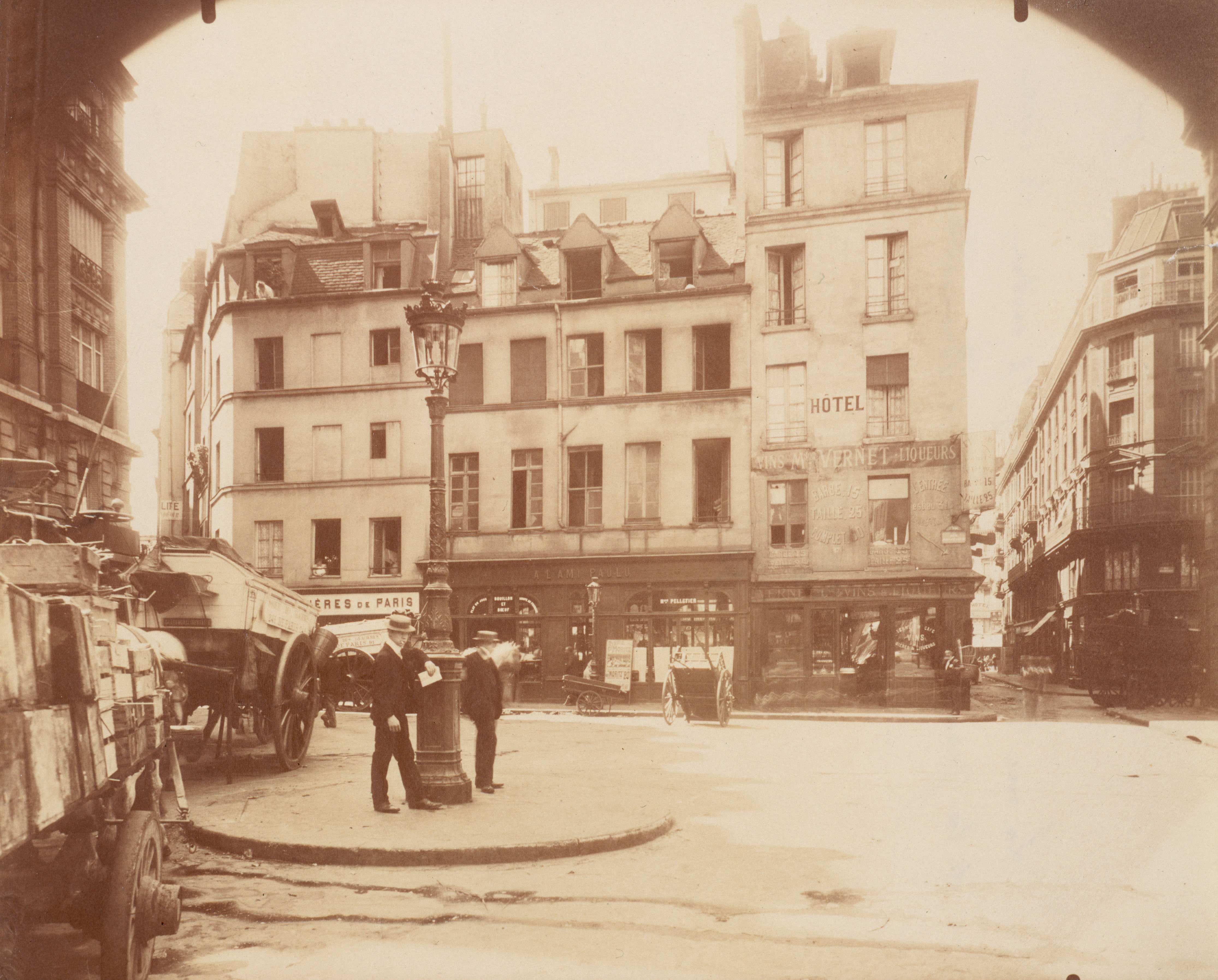
Les nos 13, 15 (restaurant À l'Ami Paulo) et 17 entre les rues de la Grande-Truanderie et Pirouette (photographie d'Eugène Atget, 1906).

## Bâtiments remarquables et lieux de mémoire
- C'est à la jonction des rues Pirouette, Mondétour, de la Petite-Truanderie et de la Grande-Truanderieque que se trouvait le carrefour de la Tour sur lequel était situé le Puits-d'Amour.
- Dans le livre, Les Misérables, le bâtiment dans l'angle est le Café Corinthe. C'est sur ce café, qui faisait l'angle avec la rue de la Chanvrerie (disparue au moment du percement de la rue Rambuteau), que Victor Hugo fait s'adosser les deux barricades défendues par les protagonistes lors de l'insurrection des 5 et 6 juin 1832 et c'est ici qu'il fait mourir Gavroche.
- Elle est aussi un des lieux de l'action dans Le Ventre de Paris, de Zola.
- En 1789, un lieu de culte protestant est ouvert dans un café. C’est le premier depuis la révocation de l'édit de Nantes[6].
- L'artiste urbain Invader y a posé en 2022 sa mosaïque PA_1480 Cryptopunk des Halles.

## Pour approfondir